# Sumberingin (Karangan)
Sumberingin is een bestuurslaag in het regentschap Trenggalek van de provincie Oost-Java, Indonesië. Sumberingin telt 5923 inwoners (volkstelling 2010).